# Adolfo Fernández Casanova
Adolfo Fernández Casanova (Pamplona, 1843 – Madrid, 11 agosto 1915) è stato un architetto spagnolo.

## Carriera
Ha studiato architettura presso l'Università di Valladolid, dove si è qualificato come geometra e capomastro. Nel 1863 si trasferisce a Madrid. È stato l'architetto municipale di Alcalá de Henares e Valladolid (1873-1875). È stato membro della Real Academia de Bellas Artes de San Fernando e la Real Academia de la Historia dal 1914.

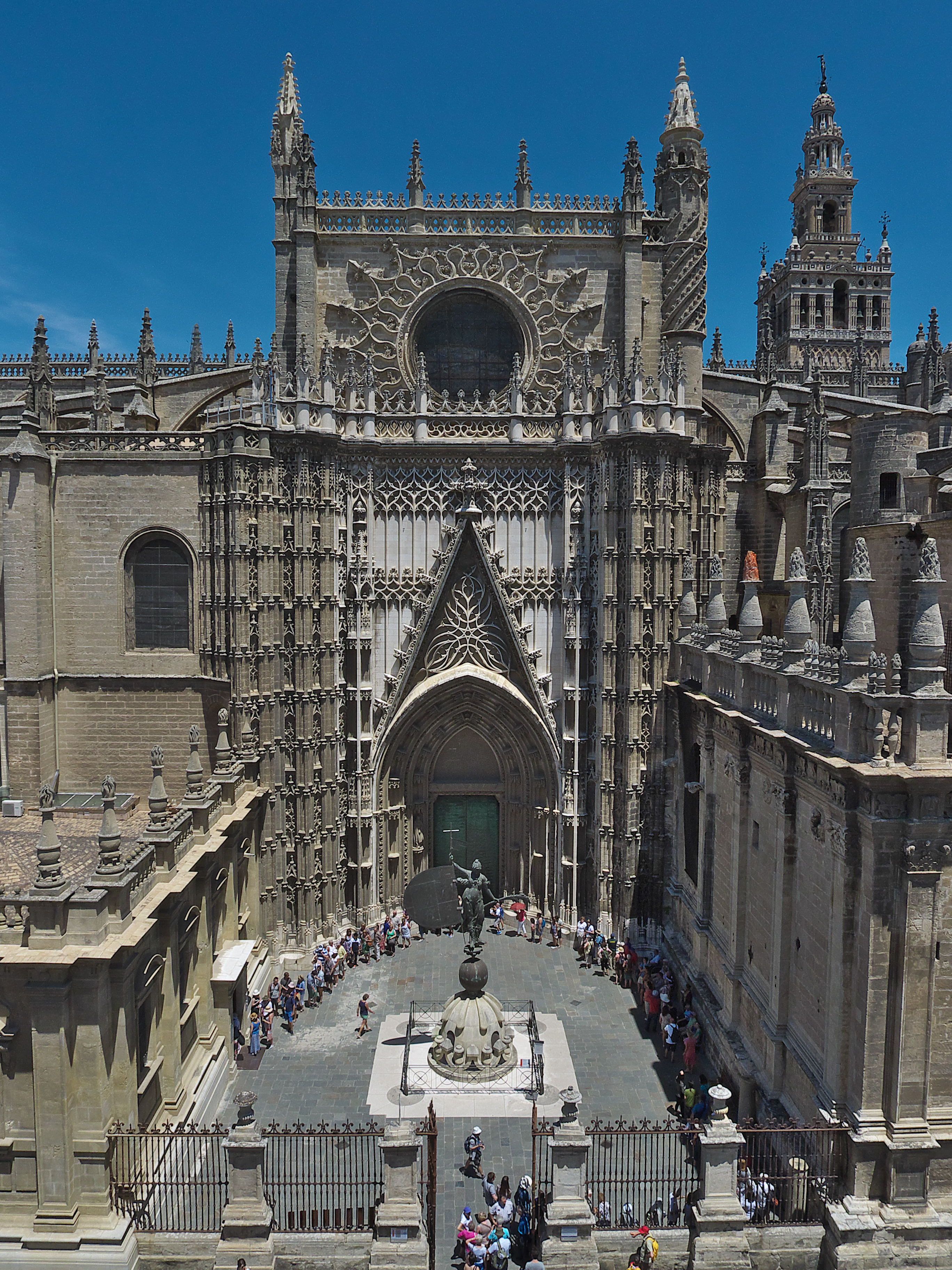
Portale dell'Ascensione della Cattedrale di Siviglia.

La sua opera più importante è stato il restauro della Cattedrale di Santa María de la Sede di Siviglia, nell'ultima fase di completamento. Ha avuto anche un ruolo importante nel restauro del castello di Almodóvar del Río.

## Opere
- El Catálogo Monumental y Guia de Monumentos Historicos y artisticos de la provincia de Sevilla.
- Castillos, recintos de ciudades é Iglesias fortificadas de España